# وليام ألستون
وليام باين ألستون (بالإنجليزية: William Alston)‏ (29 نوفمبر 1921 - 13 سبتمبر 2009) فيلسوف أمريكي. قدم مساهمات مؤثرة في فلسفة اللغة، ونظرية المعرفة، والفلسفة المسيحية. حصل على درجة الدكتوراه من جامعة شيكاغو ودرّس في جامعة ميشيغان وجامعة روتجرز وجامعة إلينوي وجامعة سيراكيوز. 

## النشأة والتعليم
ولد ألستون ل يونيس شولفيلد وويليام ألستون في 29 نوفمبر 1921، في شريفبورت، لويزيانا. تخرج من المدرسة الثانوية عندما كان في الخامسة عشر من عمره، وذهب إلى كلية سنتينيال لويزيانا، وتخرج في عام 1942 مع بكالوريوس في موسيقى البيانو. خلال الحرب العالمية الثانية، لعب المزمار والطبل في الفرقة العسكرية في ولاية كاليفورنيا. خلال هذا الوقت، أصبح مهتما بالفلسفة، التي أثارها كتاب سومرست موم ذي رازورز إدج. بعد ذلك، كان يعمل في أعمال فلاسفة معروفين مثل جاك ماريتان، مورتيمر أدلر، فرانسيس بيكون، أفلاطون، رينيه ديكارت، وجون لوك. بعد تفرغه، دخل برنامج الدراسات العليا للفلسفة في جامعة شيكاغو، على الرغم من انه لم يأخذ رسميا دراسات على هذا الموضوع. بينما كان هناك، تعلم المزيد عن الفلسفة من ريتشارد مكيون وتشارلز هارتشورن، وحصل على درجة الدكتوراه في عام 1951.

## مسيرته
من عام 1949 حتى عام 1971، كان ألستون أستاذا في جامعة ميشيغان، وأصبح أستاذا للفلسفة في عام 1961. ثم درّس في جامعة روتجرز لمدة خمس سنوات، تليها جامعة إلينوي في إربانا شامبين من 1976 إلى 1980 ثم جامعة سيراكيوز من عام 1980 إلى عام 1992.
إن آرائه حول النزعة التأسيسية، والداخليانية، وأفعال الكلام، والقيمة المعرفية من التجربة الباطنية، من بين العديد من المواضيع الأخرى، كانت مؤثرة جدا. وكما هو الحال مع معظم الفلاسفة الأمريكيين المعاصرين، يحسب ألستون بين الفلاسفة التحليليين.
جنبا إلى جنب مع ألفين بلانتينغا، نيكولاس وولترستورف، وروبرت آدمز، ساعد ألستون في تأسيس مجلة الإيمان والفلسفة. مع بلانتينغا، وولترستورف، وغيرها، كان ألستون أيضا مسؤول عن تطوير «معرفة الإصلاح» (وهو مصطلح لم تؤيده الكنيسة الأسقفية الأمريكية تماما)، واحدة من أهم المساهمات في الفكر المسيحي في القرن العشرين. وكان ألستون رئيس الجمعية الفلسفية الأمريكية في عام 1979، وجمعية الفلسفة وعلم النفس، وجمعية الفلاسفة المسيحيين، التي شارك في تأسيسها. وكان معترفا به على نطاق واسع باعتباره واحد من الشخصيات الأساسية التي أعادت إحياء فلسفة الدين في أواخر القرن العشرين. وقد انتخب زميلا في الأكاديمية الأمريكية للفنون والعلوم في عام 1990.

## وفاته
توفي ألستون في دار تمريض في مدينة جيمسفيل، نيويورك، في 13 سبتمبر / أيلول 2009، في سن 87 عاما.